# Maagbloeding
Een maagbloeding (Gastrorragie) is een gebeurtenis waarbij iemand bloed verliest naar het maag-darmkanaal toe vanuit de maag. 

## Symptomen
Bij kleine hoeveelheden bloed blijft dit meestal onopgemerkt; het bloed verteert en wordt met de ontlasting uitgescheiden, die er hoogstens iets donkerder van wordt. Houdt een dergelijk ongemerkt klein bloedverlies lang aan, dan treedt er zoveel verlies van ijzer op dat zich op den duur een ijzergebreks-anemie zal ontwikkelen. 
Bij grotere hoeveelheden ontstaat er een zwarte, kleverige, teerachtige ontlasting met een kenmerkende geur: melena. Een reden om met spoed een arts te raadplegen.
Bij zeer grote bloedingen ontstaan er shockverschijnselen en kan de patiënt ook bloed op gaan braken. Dit is een medisch spoedgeval en de patiënt moet zo snel mogelijk naar een ziekenhuis.
Bij een maagbloeding treedt lang niet altijd pijn op. Bestaat er van tevoren wel pijn dan zal de oorzaak vaak een maagzweer of ontsteking van de maagwand zijn.

## Oorzaken
De oorzaken variëren van lichte ontstekingen van het maagslijmvlies door gebruik van alcohol, Aspirine of sommige andere geneesmiddelen zoals NSAID's, of door infectie met Helicobacter pylori, tot maagzweren of maagkanker.
Ook kunnen bloedingen uit de twaalfvingerige darm of de slokdarm ontstaan die op het eerste gezicht identieke verschijnselen kunnen geven. Vooral de bloedingen die kunnen ontstaan door het kapotgaan van slokdarmspataders zijn berucht, omdat ze zeer massaal kunnen zijn en lang niet altijd te stelpen. Slokdarmspataders treden vaak op bij cirrose, in welk geval vaak ook de bloedstolling niet goed verloopt.
Het niet langer vergoeden in Nederland van de maagbescherming bij de eerste uitgifte van een NSAID, zou volgens het Instituut Verantwoord Medicijngebruik, in 2013 tot 400 extra maagbloedingen hebben geleid.

## Behandeling
De behandeling behoort door opsporing en behandeling van de oorzaak. Vaak zal hiervoor een gastroscopie nodig zijn.